# Franco Giacchero
Franco Giacchero (Ovada, 1º aprile 1925 – Novi Ligure, 8 maggio 2012) è stato un ciclista su strada italiano, professionista dal 1951 al 1957.

## Carriera
Fece un'ottima carriera da dilettante con i colori del G.S. SIOF di Pozzolo Formigaro diretto da Biagio Cavanna, cogliendo 47 successi, tra cui due campionati italiani nella specialità della cronometro a squadre (1947, 1948).
Passato professionista nel 1951 nella grande Bianchi di Fausto Coppi, ne fu prezioso gregario, ottenendo però anche affermazioni a livello individuale. Nel 1952 si impose nella classifica generale del Giro del Marocco, a quei tempi manifestazione molto importante, organizzata dal Tour de France in 15 tappe con frazioni di montagna di 200 km, mentre tre anni dopo ottenne una vittoria di tappa al Giro di Catalogna; sono degni di nota anche alcuni piazzamenti come il doppio podio al Giro di Toscana, nel 1951 (terzo) e nel 1952 (secondo), e l'ottavo posto al Giro dell'Appennino 1953.
Concluse la carriera agonistica nel 1957.

## Palmarès
- 1950 (dilettanti)

Nazionale di Santo Stefano Magra
Coppa Valle del Metauro
- 1952 (Bianchi, una vittoria)

Classifica generale Giro del Marocco
- 1955 (Ignis, una vittoria)

2ª tappa Giro di Catalogna (Autodromo de Sitges-Terramar > Autodromo de Sitges-Terramar, con la Selezione italiana)

### Altri successi
- 1947 (dilettanti)

Campionati italiani, Cronosquadre (con Ettore Milano, Luciano Parodi e Andrea Carrea)
- 1948 (dilettanti)

Campionati italiani, Cronosquadre (con Ettore Milano, Andrea Carrea e Natale Fossati)
- 1951 (Girardengo)

Gran Premio Olivetti - Ivrea (circuito)
- 1952 (Bianchi)

Circuito di Macerata
- 1953 (Bianchi)

Coppa del Mare - Giulianova (circuito)
Circuito di Macerata

## Piazzamenti

### Grandi Giri
- Giro d'Italia

1951: 50º
1952: 73º
1956: ritirato
- Vuelta a España

1955: 40º

### Classiche monumento
- Milano-Sanremo

1951: 27º
1952: 37º
1954: 89º
1955: 17º
- Parigi-Roubaix

1952: 86º
- Giro di Lombardia

1952: 48º